# Pierre de Meulenaere

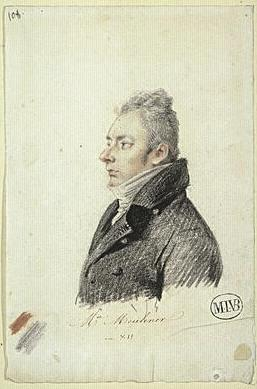
Portret van Pierre de Meulenaere door Mattheus Ignatius van Bree.

Pierre-Georges de Meulenaere (Gent, 1 april 1751 - Zevergem, 2 juni 1825) was volksvertegenwoordiger onder het Franse keizerrijk.

## Levensloop
Pierre-Georges de Meulenaere behoorde tot een familie die al minstens vanaf de zeventiende eeuw tot de notabelen behoorde in het Gentse en in Roeselare. Hij was een zoon van Pierre-François de Meulenaere (1715-1799), advocaat en ontvanger van de "20ste penning", de belasting op onroerend goed in Gent, en van Marie-Caroline van den Bemden (1714-1768), vrouwe van Overwater.
Andere kinderen waren Jean-François de Meulenaere, vrijgezel, die de heerlijkheden van zijn ouders erfde. Bij zijn dood in 1786 werden ze overgedragen op de tweede broer, kanunnik Maximilien-Macaire de Meulenaere (1747-1834) en door hem onmiddellijk overgemaakt aan Pierre-Georges. Deze trouwde met Thérèse de Loose (1751-1825). Ze bleven kinderloos.
Pierre-Georges behaalde het licentiaat in de rechten aan de universiteit van Leuven en werd advocaat in Gent.
Hij werd zeer jong lid van de vrijmetselarij en was medestichter van La Constante Union, waarvan hij in 1772-1773 achtbare meester was. Hij werd hetzelfde jaar ook 'Grootalmoezenier' van de Provinciale Grootloge. La Constante Union bleek echter weldra in te slapen, want in 1783 werd ze van de logelijsten geschrapt 'omdat ze al tien jaar geen teken van leven meer gaf'. De Meulenaere had, na zijn meesterschap en na incidenten met de provinciale loge, de vrijmetselarij verlaten.
In 1776 volgde hij zijn vader op als directeur van de 'huisgelden' of belasting op het onroerend goed. Er werden klachten geuit over de slordigheid waarmee hij zijn ambt uitoefende.
In 1789 werd hij gedeputeerde van de Staten van Vlaanderen en sloot aan bij de patriotten.
In 1794 vluchtte hij voor de Fransen, maar kwam weldra terug. Hij paste zich aan de nieuwe toestand aan en werd in 1801 benoemd tot 'repartiteur van de grondbelasting', een ambt dat aansloot bij zijn activiteiten onder het ancien régime. Hij behoorde toen zelf tot de zwaarst belaste Gentenaars.
In 1803 werd hij verkozen tot lid van het Keizerlijk Wetgevend Lichaam en zetelde er tot in 1814. In 1808 werd hij er ondervoorzitter.
In 1801 kocht hij het kasteel van Welden in Zevergem aan en van 1804 tot 1815 was hij burgemeester van die gemeente. In 1825 zou hij in het bewuste kasteel overlijden.
In maart 1810 werd hij verheven tot ridder in de empireadel en in augustus bevorderd tot baron. Onder het Verenigd Koninkrijk der Nederlanden werd de erfelijke adel van de Meulenaere in 1823 erkend met een bij eerstgeboorte overdraagbare baronstitel. Hij zetelde ook enkele jaren in de Provinciale Staten van Oost-Vlaanderen voor het kanton Kruishoutem.

## Maximilien de Meulenaere
- Maximilien de Meulenaere (1717-1799), jongere broer van Pierre-François de Meulenaere, was getrouwd met Angelique Walwein (1731-1813). Hij was al overleden toen de adel weer werd hersteld. Gedurende de vier generaties die hem opvolgden, werd wel adellijk getrouwd, maar werd geen erkenning in de adel aangevraagd. De opeenvolgende generaties waren:
  - Eugène de Meulenaere (1759-1837), die trouwde met Lambertine Limnander de Zulte (1767-1834).
    - Henri de Meulenaere (1801-1856), die trouwde met Emilie Kervyn de Volkaersbeke (1817-1902).
      - Georges de Meulenaere (1852-1911), die trouwde met Asterie van Pottelsberghe de la Potterie (1856-1914).
        - Leon de Meulenaere (1893-1954), die trouwde met Adrienne Le Fevere de ten Hove (1905-1991).
          - Pas in 1965 werd adelserkenning verleend aan een afstammeling, Georges de Meulenaere (1932- ). Hij trouwde met Bernadette Dessain (1934- ), en na echtscheiding hertrouwde hij met Colette Morel de Westgaver (1936- ). Uit het eerste huwelijk had hij drie kinderen, onder wie:
            - Henry-Charles de Meulenaere (1960- ), die trouwde met barones Gwendoline van Oldeneel tot Oldenzeel (1957- ). 
              - De lijn wordt verdergezet met Baudouin de Meulenaere (1994- ).